# Schwind eye-tech-solutions
Koordinaten: 49° 59′ 37,9″ N, 9° 4′ 1,8″ O
Die SCHWIND eye-tech-solutions GmbH entwickelt, produziert und vertreibt medizinische Laser zur Korrektur von Fehlsichtigkeit sowie die entsprechenden diagnostischen und chirurgischen Peripheriegeräte. Das inhabergeführte Unternehmen mit Sitz im unterfränkischen Kleinostheim beschäftigt über 100 Mitarbeiter.

## Unternehmensgeschichte
Benannt nach dem gleichnamigen Firmengründer wurde das Unternehmen erstmals im Jahr 1958 unter Herbert Schwind GmbH & Co. KG im Handelsregister Aschaffenburg eingetragen.
1964 erfolgte die Gründung des Tochterunternehmens Titmus Eurocon, das sich auf die Entwicklung von Kontaktlinsen spezialisierte und 1972 mit der ersten weichen Kontaktlinse eine Weltneuheit auf den Markt brachte. 1982 wurde Titmus Eurocon an den Schweizer Konzern Ciba Geigy (Novartis) verkauft. Schwind eye-tech-solutions produzierte statt Diagnosetechnik nun Augenlasersystemen für die refraktive und therapeutische Hornhautchirurgie.
Mit dem Schwind Amaris Excimerlaser führte das Unternehmen im Jahr 2007 den weltweit ersten Augenlaser am Markt ein, der alle verfügbaren Technologien in einem System vereint.

## Auszeichnungen
Das Unternehmen erhielt seit 2008 mehrere nationalen und internationale Industriepreise, u. a. den Industriepreis 2008 in der Kategorie Medizintechnik, den Gusi Peace Prize 2008, den Medical Design Excellence Award 2008 in Gold, als eines der „Top100 innovativsten Unternehmen 2008;“ sowie als „Ausgewählter Ort“ im Wettbewerb „Deutschland – Land der Ideen 2009“.